# Центр (Скоп'є)

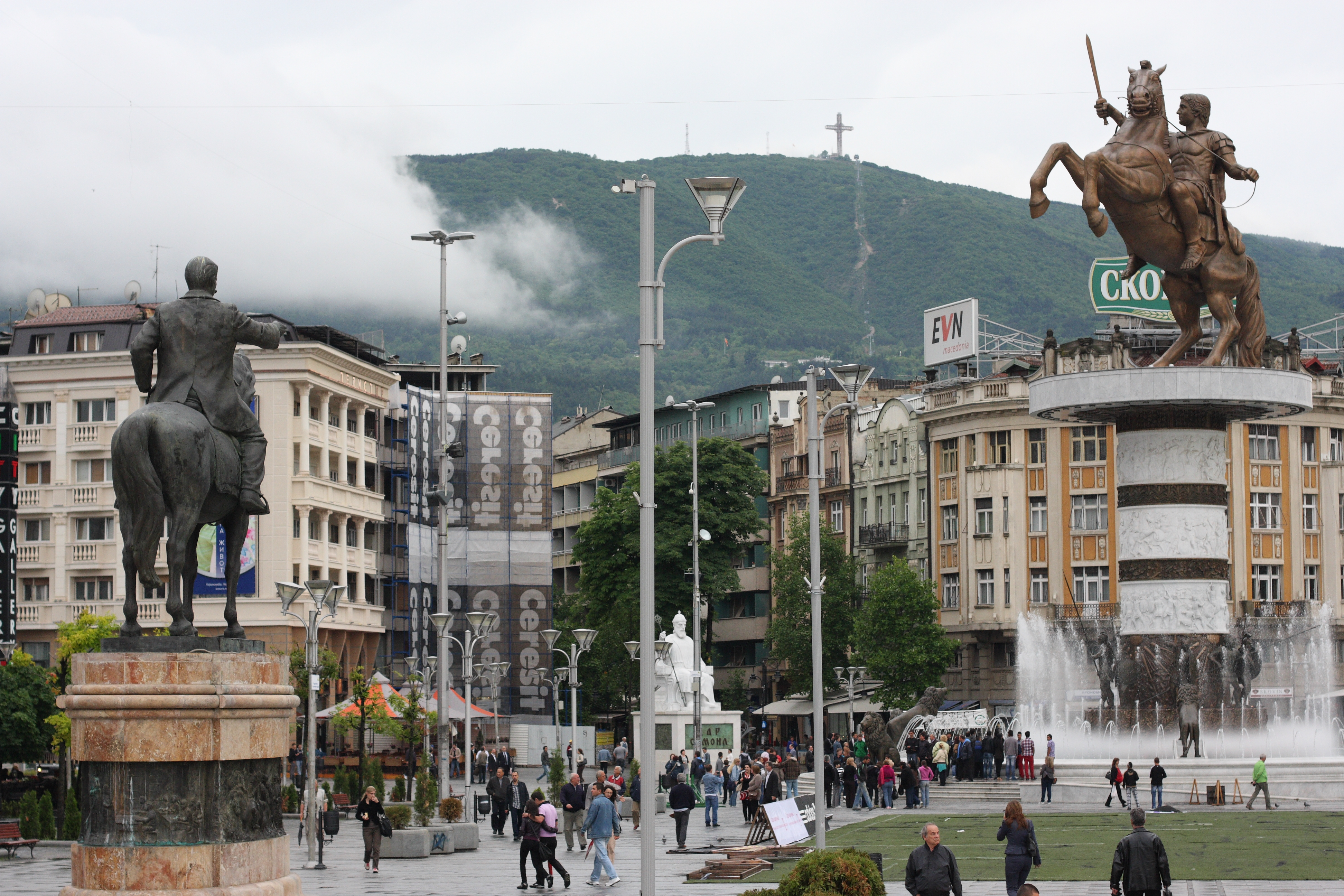
Площа Македонія

41°59′43″ пн. ш. 21°25′54″ сх. д. / 41.995158° пн. ш. 21.431537° сх. д.Центр (мак. Центар) — центральна частина міста Скоп'є, квартал навколо площі Македонія. Переважають адміністративні та офісні будівлі, а також державні установи. Є частиною адміністративної общини Скоп'є.  